# ثنائي كلوريد الكبريت
ثنائي كلوريد الكبريت هو مركب كيميائي لاعضوي من الكلوريدات صيغته SCl2، ويوجد في الشروط القياسية على شكل سائل أحمر.

## التحضير
يستحصل على هذا المركب ضمن نواتج عملية الكلورة بالتفاعل المباشر بين الكلور والكبريت:
{\displaystyle \mathrm {S_{8}+4\ Cl_{2}\longrightarrow 4\ S_{2}Cl_{2}} }
{\displaystyle \mathrm {S_{2}Cl_{2}+\ Cl_{2}\rightleftharpoons 2\ SCl_{2}} }
يتشكل في البداية ثنائي كلوريد ثنائي الكبريت والذي يتفاعل لاحقاً للحصول على الناتج المطلوب في تفاعلات ناشرة للحرارة.

## الخواص
يوجد المركب في الشروط القياسية على شكل سائل أحمر، وهو مركب سام وحساس تجاه التحلل المائي (الحلمهة).
للمركب تناظر بنيوي من النمط C2v، وللجزيء بنية جزيئية رباعية السطوح، وتبلغ زاوية الرابطة Cl-S-Cl مقدار 103°، في حين أن طول الرابطة Cl–S يبلغ مقدار 201 بيكومتر.

## الاستخدامات
يستخدم ثنائي كلوريد الكبريت بشكل كبير مادة أولية في تحضير مركبات الكبريت العضوية. فعلى سبيل المثال يمكن أن يضاف إلى الألكينات للحصول على مركبات ثيوإيثر مكلورة، كما هو الحال من تفاعله مع 5،1-حلقي الأوكتاديين. في مثال آخر يؤدي تفاعله مع الأمينات إلى الحصول على ثنائي إيميدات الكبريت.